# Ulbjerg
Ulbjerg er en landsby i Midtjylland med 468 indbyggere  (2024). Ulbjerg er beliggende nær Lovns Bredning 22 kilometer nord for Viborg og otte kilometer syd for Gedsted. Landsbyen ligger i Region Midtjylland og hører til Viborg Kommune. Ulbjerg er beliggende i Ulbjerg Sogn.
Omkring 3 km syd for byen ligger Ulbjerg Traktormuseum.